# Agioi Anargyroi-Kamatero
Agioi Anargyroi-Kamatero (tiếng Hy Lạp: ?) là một khu tự quản ở vùng Attiki, Hy Lạp. Khu tự quản Agioi Anargyroi-Kamatero có diện tích 9 kilômét vuông, dân số theo điều tra ngày 18 tháng 3 năm 2001 là 58244 người.